# اوکه پترسون (بازیکن فوتبال فنلاندی)
اوکه پترسون (فنلاندی: Åke Pettersson; ۲۰ مارس ۱۹۲۶ – ۲۱ نوامبر ۲۰۰۰) بازیکن فوتبال اهل فنلاند بود.
وی همچنین در تیم ملی فوتبال فنلاند بازی کرده‌است.